# 20 Years of Jethro Tull
20 Years of Jethro Tull è un album dei Jethro Tull, pubblicato nel 1988.
L'anno 1988 segna il ventesimo anniversario dalla nascita della band progressive rock inglese Jethro Tull, nata nel 1968. Inizialmente la Chrysalis Records, la casa discografica che ha da sempre curato gli interessi del gruppo, non aveva intenzioni particolari per celebrare l'evento ma, spinta da diverse lettere da parte di molti fan, decise di pubblicare del materiale inedito.

## Il disco
La Chrysalis decise allora di coinvolgere due fra i più grandi appassionati della band, David Rees e Martin Webb, per creare una collezione che sarebbe stata sicuramente di alto gradimento. Il risultato fu un set di 3 dischi per un totale di 65 canzoni, effettivamente molto apprezzato da fan e critica.
Da notare che i brani 17 e A Stich In Time sono più corti rispetto alle versioni originali su singolo, 6:07" e 4:20" rispettivamente.

## Il video
Per celebrare i venti anni dei Jethro Tull viene anche prodotto un video omonimo della collection con interviste e video musicali della band.

## Tracce CD

### 1. The Radio Archives and Rare Tracks
1. A Song for Jeffrey – 2:47
2. Love Story – 2:43
3. Fat Man – 2:55
4. Bourée – 4:04
5. Stormy Monday Blues – 4:05
6. A New Day Yesterday – 4:19
7. Cold Wind to Valhalla – 1:32
8. Ministrel In The Gallery – 2:08
9. Velvet Green – 5:52
10. Grace – 0:33
11. Jack Frost and The Hoode – 3:20
12. I'm Your Gun – 3:18
13. Down At The End Of Your Road – 3:30
14. Coronach – 3:52
15. Summerday Sands – 3:45
16. Too Many Too – 3:27
17. March The Mad Scientist – 1:47
18. Pan Dance – 3:24
19. Strip Cartoon – 3:16
20. King Henry's Madrigal – 2:58
21. A Stitch In Time – 3:38
22. 17 – 3:07
23. One For John Gee – 2:04
24. Aeroplane – 2:16
25. Sunshine Day – 2:26

### 2. Flawed Gems and the Other Side of Tull
1. Lick Your Fingers Clean – 2:47
2. Scenario – 3:26
3. Audition – 2:34
4. No Rehersal – 5:12
5. Beltane – 5:17
6. Crossword – 3:34
7. Saturation – 4:23
8. Jack-A-Lynn – 4:41
9. Motoreyes – 3:39
10. Blues Instrumental (Untitled) – 5:15
11. Rhythm In Gold – 3:04
12. Part Of The Machine – 6:45
13. Mayhem, Maybe – 3:04
14. Overhang – 4:27
15. Kelpie – 3:32
16. Living In These Hard Times – 3:09
17. Under Wraps 2 – 2:14
18. Only Solitaire – 1:28
19. Salamander – 2:49
20. Moths – 3:24
21. Nursie – 1:32

### 3. The Essential Tull
1. Witch's Promise – 3:50
2. Bungle In The Jungle – 3:33
3. Farm on the Freeway – 6:33
4. Thick As A Brick (extract) – 6:32
5. Sweet Dream – 4:32
6. The Clasp – 3:30
7. Pibroch (Pee Break) / Black Satin Dancer – 4:00
8. Fallen on Hard Times – 3:59
9. Cheap Day Return – 1:22
10. Wond'ring Aloud – 1:58
11. Dun Ringill – 3:00
12. Life's a Long Song – 3:17
13. One White Duck / O10 = Nothing At All – 4:37
14. Songs from the Wood – 4:29
15. Living in the Past – 4:07
16. Teacher – 4:43
17. Aqualung – 7:43
18. Locomotive Breath – 6:00

## Tracce LP

### Disco 1
The Radio Archives
1. A
2. Song For Jeffrey
3. Love Story
4. Fat Man
5. Bourée
6. Stormy Monday Blues
7. A New Day Yesterday
8. B
9. Cold Wind to Valhalla
10. Ministrel in the Gallery
11. Velvet Green
12. Grace
13. The Clasp
14. Pibroach (Pee Break) / Black Satin Dancer (Instrumental)
15. Fallen on Hard Times

### Disco 2
The Rare Tracks (Released But Only Just)
1. A
2. Jack Frost and the Hooded Crow
3. I'm Your Gun
4. Down at The End of Your Road
5. Coronoach
6. Summerday Sands
7. Too Many Too
8. March The Mad Scientist
9. B
10. Pan Dance
11. Strip Cartoon
12. King's Henry's Madrigal
13. A Stitch in Time
14. 17
15. One for John Gee
16. Aeroplane
17. Sunshine Day

### Disco 3
Flawed Gems (Dusted Down)
1. A
2. Lick Your Fingers Clean
3. The Chateau D'Isaster Tapes
4. a) Scenario
5. b) Audition
6. c) No Rehersal
7. Beltane
8. Crossword
9. B
10. Saturation
11. Jack-A-Lynn
12. Motoreyes
13. Blues Instrumental (Untitled)
14. Rhythm In Gold

### Disco 4
The Other Sides Of Tull
1. A
2. Part of the Machine
3. Mayhem, Maybe
4. Overhang
5. Kelpie
6. Living in These Hard Times
7. Under Wraps 2
8. B
9. Only Solitaire
10. Cheap Day Return
11. Wond'ring Aloud
12. Dun Ringill
13. Salamander
14. Moths
15. Nursie
16. Life's a Long Song
17. One White Duck / 010 = Nothing At All

### Disco 5
The Essential Tull
1. A
2. Songs from the Wood
3. Living in the Past
4. Teacher
5. Aqualung
6. Locomotive Breath
7. B
8. Witch's Promise
9. Bungle in the Jungle
10. Farm On The Freeway
11. Thick as a Brick
12. Sweet Dream

## Formazione
- Ian Anderson - voce, flauto traverso, chitarra acustica, mandolino
- Mick Abrahams - chitarra, voce
- Martin Barre - chitarra
- John Evan - tastiere
- Peter-John Vettese - tastiere
- Don Airey - tastiere
- Jeffrey Hammond - basso
- John Glascock - basso
- Dave Pegg - basso, mandolino
- Glenn Cornick - basso
- Gerry Conway - batteria
- Mark Craney - batteria
- Doane Perry - batteria
- Eddie Jobson - tastiere
- Clive Bunker - batteria
- Dee Palmer - arrangiamento, tastiere, direzione